# 가와사키 중공업
가와사키 중공업 주식회사(일본어: 川崎重工業株式会社)는 일본 굴지의 중공업 회사이다. 선박, 철도 차량, 항공기, 이륜차 등의 수송 기기와 그 외 기계 장치를 생산하고 있다.

## 개요
메이지 시대의 조선소로 시작해, 타이쇼 시대 제1차 세계대전에 의한 조선 활황, 그리고 뒤이은 세계 대공황, 쇼와 시대의 제2차 세계대전, 전후의 고도 성장기와 일본의 근대사, 산업사와 함께 존속되어 온 유서깊은 역사를 가진 오래된 굴지의 기업이다. 현재는 미쓰비시 중공업, IHI(구 이시카와지마 하리마 중공업)와 함께 일본의 주요 중공업 기업 중의 하나이다.
이전에는 가와사키 재벌(마츠카타 콘체른)의 주요 기업인 JFE 스틸(구 가와사키 제철), 가와사키 기선 등이 모두 관련된 회사였다. 본사는 고베시 주오구의 고베 크리스탈 타워이며, 도쿄도 미나토구 하마마쓰초에도 도쿄 본사를 운영하고 있다.

## 주요 사업
다양한 제품을 생산하며, 각 분야마다 별도의 컴퍼니를 운영하고 있다. 2014년을 기준으로 《가스터빈 컴퍼니》, 《차량 컴퍼니》, 《항공 우주 컴퍼니》, 《모터사이클앤엔진 컴퍼니》 등이 있다.
그룹 연결 매출은 범용기(이륜차 등) 제조업이 27.7%, 항공우주 사업 16.5%, 차량 제조 사업 12.7%, 플랜트, 환경, 철구제조업 12.4%, 가스 터빈, 기계 제조업 12.2%, 조선업 8.2%, 그 외 사업이 10%를 차지하고 있다.
근래에는 전통적인 사업인 조선업의 비율은 저하되고 있으며, 2002년에 조선업이 〈가와사키 조선〉으로 분사했다. 그러나 2010년 다시 합병하였다.